# Antons Kurakins
Antons Kurakins (* 1. Januar 1990) ist ein lettischer Fußballspieler.

## Karriere

### Verein
Antons Kurakins begann seine Karriere in Riga, beim Zweitligisten FK Multibanka. Ab 2007 spielte er in Rēzekne bei RSK Dižvanagi, der sich später in den SK Blāzma Rēzekne unbenannte. In der Spielzeit 2008 wurde Kurakins erstmals in der Virslīga eingesetzt und absolvierte bis zum Saisonende 30 Ligaspiele. Im Sommer 2008 wechselte Kurakins nach Schottland zu Celtic Glasgow. Dort kam der Lette jedoch zu keinem Einsatz, sodass er zweimal jeweils verliehen wurde. In der Saison 2009/10 spielte der 19-jährige leihweise beim Drittligisten Brechin City. In der folgenden Saison 2010/11 war er an den Viertligisten FC Stranraer verliehen. Im Sommer 2011 kehrte Kurakins nach drei Jahren im Ausland zurück nach Lettland und unterschrieb einen Vertrag beim FK Ventspils. Mit dem Verein aus der lettischen Hafenstadt gewann er dreimal die Meisterschaft und einmal den Pokal. Dabei konnte er in den Meisterschaftsjahren als Stammspieler überzeugen. Im Juli 2015 wechselte der Linksverteidiger zum schottischen Erstligisten Hamilton Academical. Nach einem Jahr als Stammspieler dort kehrte er im August 2016 wieder nach Lettland zurück und schloss sich dem Riga FC an, mit dem er 2018, 2019 und 2020 dreimal hintereinander lettischer Meister wurde und 2018 auch erneut den Pokal gewinnen konnte. Seit Sommer 2023 spielt er beim lettischen Zweitligisten FK Beitar Riga.

#### Nationalmannschaft
Antons Kurakins debütierte im März 2014 unter Marians Pahars in der lettischen Nationalmannschaft gegen Mazedonien. Im Juni desselben Jahres nahm er mit seiner Nationalelf am Baltic Cup teil und kam zweimal zum Einsatz. Im siegreichen Finale gegen Litauen wurde Kurakins für Vitālijs Maksimenko eingewechselt. In der Qualifikation für die Europameisterschaft 2016 spielte er gegen die Türkei und Niederlande. Sein achtes und letztes Länderspiel bestritt er im März 2016 gegen Gibraltar; im Herbst 2018 und Frühjahr 2019 wurde er erneut in den Kader der Nationalmannschaft berufen, ohne jedoch nochmal zum Einsatz zu kommen.

## Erfolge
im Verein
- Lettischer Meister (6×): 2011, 2013, 2014 (jeweils mit FK Ventspils); 2018, 2019, 2020 (jeweils mit FC Riga)
- Lettischer Pokalsieger (2×): 2013 (mit FK Ventspils); 2018 (mit FC Riga)

mit Lettland
- Baltic Cup (2×): 2014, 2016